# Hadena griseifusa
Hadena griseifusa is een vlinder uit de familie van de uilen (Noctuidae). De wetenschappelijke naam van de soort is voor het eerst geldig gepubliceerd in 1950 door Draudt.